# Mr. Mercedes (televisieserie)
Mr. Mercedes is een Amerikaanse hard-boiled/detectiveserie, gebaseerd op het gelijknamige boek van Stephen King. De serie ging in première op 9 augustus 2017 op Audience.
De reeks is geregisseerd door Jack Bender met Brendan Gleeson als de gepensioneerde detective Bill Hodges en Harry Treadaway als de gestoorde seriemoordenaar Brady Hartsfield.

## Verhaal
Een gek rijdt in op een groepje werkzoekenden aan een jobbeurs. Een aantal mensen sterft, en een heleboel mensen raken ernstig gewond. Politierechercheur Bill Hodges wordt op de zaak gezet. Hodges werkt tot aan zijn pensioen aan de zaak, maar geraakt geen stap dichter bij de dader.
Enkele jaren na zijn pensioen heeft Hodges het moeilijk, en denkt hij eraan om uit het leven te stappen, wanneer de Mercedes-killer contact met Hodges opneemt om hem het laatste duwtje in de rug te geven om zelfmoord te plegen, maar Hodges gaat niet mee in het zieke spelletje van de Mercedes-killer, en besluit terug op onderzoek uit te gaan om een nieuwe slachtpartij te voorkomen.

## Rolverdeling
| Brendan Gleeson       | Bill Hodges                 | 10 | 10 | 20 |
| Harry Treadaway       | Brady Hartsfield            | 10 | 10 | 20 |
| Holland Taylor        | Ida Silver                  | 9  | 10 | 19 |
| Jharrel Jerome        | Jerome Robinson             | 9  | 8  | 17 |
| Breeda Wool           | Lou Linklatter              | 9  | 8  | 17 |
| Justine Lupe          | Holly Gibney                | 5  | 10 | 15 |
| Robert Stanton        | Anthony Frobisher           | 9  | 1  | 10 |
| Scott Lawrence        | Detective Pete Dixon        | 8  | 1  | 9  |
| Jack Huston           | Dr. Felix Babineau          |    | 9  | 9  |
| Maximillian Hernandez | Assistant DA Antonio Montez |    | 9  | 9  |
| Tessa Ferrer          | Cora Babineau               |    | 9  | 9  |
| Kelly Lynch           | Deborah Hartsfield          | 8  |    | 8  |
| Nancy Travis          | Donna Hodgens               |    | 7  | 7  |
| Mike Starr            | Al Jursak                   |    | 7  | 7  |
| Tammy Arnold          | Verpleegster Wilmer         |    | 7  | 7  |
| Mary-Louise Parker    | Janey Patterson             | 6  |    | 6  |
| Rob Niter             | Officer Johnson             | 5  |    | 5  |
| Ann Cusack            | Olivia Trelawney            | 3  |    | 3  |
| Virginia Kull         | Sadie McDonald              |    | 3  | 3  |

## Afleveringen
| Nr. | Titel                                | Regisseur   | Schrijver(s)                         | Originele datum uitzending |
| --- | ------------------------------------ | ----------- | ------------------------------------ | -------------------------- |
| 1 | Pilot                                | Jack Bender | David E. Kelley                      | 9 augustus 2017            |
| Een gestoorde seriemoordenaar doodt een heleboel wachtenden aan een jobbeurs door hen omver te rijden met een gestolen Mercedes. Twee jaar na datum is Bill Hodges, die de leiding had over het onderzoek naar de dader, gepensioneerd. Op een avond zoekt de Mercedes-killer online contact met Hodges om hem aan zijn falen te herinneren, Hodges had namelijk beloofd de moordenaar achter de tralies te brengen. |                                      |             |                                      |                            |
| 2 | On Your Mark                         | Jack Bender | David E. Kelley                      | 16 augustus 2017           |
| De pesterijen van de Mercedeskiller naar Hodges toe nemen nieuwe hoogtes aan. De pesterijen brengen Hodges uit evenwicht, maar hij weet zich te herstellen en haalt een nieuw doel uit de pesterijen: het pakken van de moordenaar. Hij pikt het onderzoek op bij waar het stopte: bij Olivia Trelawney, de eigenares van de auto die tijdens de moordpartij werd gebruikt. De eigenares blijkt zelfmoord gepleegd te hebben. Hodges komt in contact met Janey Patterson, de zus van Trelawney, en ontdekt dat ook zij werd lastiggevallen door de Mercedeskiller. |                                      |             |                                      |                            |
| 3 | Cloudy, With a Chance of Mayhem      | John Coles  | A. M. Homes                          | 23 augustus 2017           |
| Brady heeft last van ernstige migraine en flashbacks uit zijn jeugd. Janey Patterson bezorgt Hodges bewijs dat de Mercedeskiller contact had met Olivia Trelawney. Hodges gaat met het bewijs naar zijn voormalige partner, maar hij wordt niet serieus genomen. Hodges besluit dan maar zelf achter de Mercedeskiller aan te gaan. |                                      |             |                                      |                            |
| 4 | Gods Who Fall                        | Jack Bender | Dennis Lehane                        | 30 augustus 2017           |
| Met de hulp van Jerome ontdekt Bill hoe de Mercedeskiller kon inbreken in de Mercedes van Olivia Trelawney zonder inbraaksporen na te laten. Brady herdenkt samen met zijn moeder zijn overleden broertje. Bill spreekt af met Janey om haar te vertellen over zijn ontdekking, waarna ze samen in bed belanden. Brady neemt wraak op een onbeleefde klant. |                                      |             |                                      |                            |
| 5 | The Suicide Hour                     | Jack bender | Bryan Goluboff & Sophie Owens-Bender | 6 september 2017           |
| Bill komt terug thuis na zijn wilde nacht met Janey, waar hij ontdekt dat er bij hem werd ingebroken door de Mercedeskiller en met de hulp van Jerome installeert hij een bewakingssysteem. Frobisher heeft goed nieuws voor Brady: aangezien Frobisher binnenkort promotie krijgt, wil hij dat Brady zijn taken overneemt als filiaalhouder. Hodges krijgt de kans om Elizabeth Wharton, de moeder van Olivia Trelawney, te ondervragen. Wharton herkent Hodges echter als een van de politiemensen die haar dochter stevig op de rooster legde, en ze confronteert hem met wat zijn gedrag teweeg bracht bij haar dochter. Janey is razend op Hodges, en verbreekt het contact met hem. Hartsfield neemt opnieuw contact op met Hodges, maar de confrontatie loopt anders af dan hij had verwacht. Brady probeert met vergiftigde hamburgers de hond van Jerome te vermoorden, maar zijn plan mislukt. |                                      |             |                                      |                            |
| 6 | People in the Rain                   | Jack Bender | Dennis Lehane                        | 13 september 2017          |
| Brady's moeder is verdwenen op de dag van zijn lunchmeeting met de mensen die beslissen of hij de leiding krijgt over de winkel. Het gesprek wordt afgebroken en hij kan op zoek gaan naar zijn moeder, die beslist heeft het drinken op te geven en te zoeken naar een job. Hodges krijgt van Janey te horen dat haar moeder een beroerte heeft gehad en op sterven ligt. Bill snelt naar het ziekenhuis, waar hij al snel ontdekt dat Janey's familie niet de sympathiekste mensen zijn. Tijdens het wachten in het ziekenhuis ontmoet hij Holly, het nichtje van Janey met wie hij al snel een bijzondere band ontwikkeld. Brady is niet op zijn gemak, nu zijn moeder het drinken heeft opgegeven en hij vreest ervoor dat ze er zal achter komen wat hij allemaal gedaan heeft. Hij besluit dan ook met een gemene truc om haar terug aan het drinken te brengen. |                                      |             |                                      |                            |
| 7 | Willow Lake                          | Jack Bender | Dennis Lehane                        | 20 september 2017          |
| Hodges maakt het goed met Jerome en vraagt hem om hem en Holly te helpen met het kraken van Olivia Trelawney's laptop. Op zijn job ontmoet Brady de regionale manager, die een hoop ontslagen aankondigt (waaronder die van Lou) en beslist om zelf aan het roer te staan van de winkel waar Brady werkt. Terwijl hij op zijn werk is, neust Brady's moeder in zijn spullen, waar ze het clownsmasker vindt dat hij droeg tijdens zijn moordpartij met de Mercedes. Na de begrafenis van Janey's moeder, heeft Holly het moeilijk. Bill blijft achter om haar te troosten, terwijl Janey Bill's auto gaat halen. Wat ze niet weten is dat Brady een bom onder het voertuig heeft geplaatst. Net wanneer Janey de auto voorrijdt, ontploft deze en sterft ze voor de ogen van Bill. |                                      |             |                                      |                            |
| 8 | From the Ashes                       | Laura Innes | Bryan Goluboff                       | 27 september 2017          |
| Bill is gebroken nu Janey dood is. De politie heeft bewijzen gevonden van de bom, en eindelijk geloven ze dat de Mercedeskiller echt contact maakte met Hodges. Wanneer Bil thuiskomt, maakt Brady contact met hem om hem te jennen en de schuld in Bill's schoenen te schuiven (als hij Janey zijn sleutels niet had gegeven om de auto te gaan halen, had ze nu nog geleefd). Bill verbreekt het contact wanneer Ida opeens bij hem in de woonkamer staat. Brady's moeder heeft zonder het te weten de vergiftigde hamburgers, die voor Jerome's hond bedoeld waren, klaargemaakt en opgegeten. Niet snel daarna sterft ze in de armen van haar zoon. Bill is er nu zeker van dat de Mercedeskiller achter de mensen aanzit om wie hij geeft, en hij probeert al het contact te verbreken met Jerome en Holly. Jerome en Holly ontdekken een programma op de laptop van Olivia Trelawny, waarmee Brady haar jende en haar tot zelfmoord bracht.                                                                   |                                      |             |                                      |                            |
| 9 | Ice Cream, You Scream, We All Scream | Kevin Hooks | Bryan Goluboff                       | 4 oktober 2017             |
| Door de ontdekking van Jerome en Holly weet Hodges de eindjes aan elkaar te knopen en komt hij tot de conclusie dat Brady Hartsfield de Mercedeskiller is. Samen met de politie gaat hij op zoek naar Hartsfield, maar deze is nergens te bekennen. Wanneer de politie binnenvalt bij de Hartfields, breekt er een brand uit die door hemzelf werd gestart. De volgende dag vindt de politie twee verkoolde lijken terug, vermoedelijk die van Brady en zijn moeder. |                                      |             |                                      |                            |
| 10 | Jibber-Jibber Chicken Dinner         | Jack Bender | Dennis Lehane                        | 11 oktober 2017            |
| De politie is ervan overtuigd dat Brady Hartsfield dood is. Bill Hodges ontdekt echter dat Frobisher, de voormalige baas van Brady vermist is. Wanneer de politie in het appartement van Frobisher een huiszoeking doet, ontdekken ze dat hij er vermoord werd en dat Brady zijn lijk gebruikte om zijn eigen dood in scène te zetten. Brady bereid zich ondertussen voor op zijn grote finale: een zelfmoordaanslag tijdens het openingsgala van het Edmund Mills Art Center. Bill Hodges ontdekt wat Brady van plan is en gaat op zoek naar hem tijdens het event. De twee komen oog in oog met elkaar te staan, wanneer Hodges een hartaanval krijgt. Net voordat Hartsfield zijn bomvest kan doen ontploffen, komt de aanwezige Holly tussenbeide die Hartsfield de hersens inslaat met een beeldje dat ze "leende" van Hodges. Wanneer Bill enkele weken later het ziekenhuis mag verlaten gaat hij langs bij Brady Hartsfield, die nog altijd in een coma ligt en daar waarschijnlijk nooit uit zal ontwaken. |                                      |             |                                      |                            |

## Productie

### Seizoen 1
De serie werd voor het eerst aangekondigd in 2015, een jaar na de uitgave van het boek van Stephen King. In mei van 2016 werd de reeks besteld door Audience.
Anton Yelchin werd gecast als seriemoordenaar Brady Hartsfield, maar hij stierf een maand na de aankondiging in een auto-ongeval, waarna Harry Treadaway de rol kreeg aangeboden.
Na de hercasting ging de productie begin 2017 van start in Charleston, South Carolina.
Eén dag voor de seizoensfinale werd bekendgemaakt dat een tweede seizoen van de reeks besteld werd.

### Seizoen 2
De productie van het tweede seizoen ging van start op 12 februari 2018 in Charleston, South Carolina. Het tweede seizoen is gebaseerd op het tweede boek en derde boek uit de Bill Hodges-trilogie en zal net zoals het eerste seizoen bestaan uit 10 afleveringen.
Op 11 januari 2018 maakte AT&T bekend dat Jack Huston en Maximillian Hernandez gecast zijn in de rollen van Dr. Felix Babineau en Antonio Montez. Enkele dagen later maakte Deadline bekend dat Tessa Ferrer de vrouw van Felix Babineau zal spelen in het tweede seizoen.
De opnames van het tweede seizoen liepen af midden juni 2018.

## Ontvangst
De reeks werd door de critici positief onthaald. Op Rotten Tomatoes behaalde het eerste seizoen een Certified Fresh rating van 85%, gebaseerd op 27 recensies met een gemiddelde score van 6.28/10.
Rob Lowman van de Los Angeles Daily News prijst de acteerprestaties van Brendan Gleeson en de manier waarop hij de gepensioneerde Bill Hodges tot leven brengt. Daniel Fienberg van The Hollywood Reporter vindt de reeks "een prima voorbeeld van een doeltreffende Stephen King adaptatie, gedreven door goede acteerprestaties en slimme scenariokeuzes".